# Parafoudre
Ne doit pas être confondu avec Paratonnerre.
 (avril 2021).
Si vous disposez d'ouvrages ou d'articles de référence ou si vous connaissez des sites web de qualité traitant du thème abordé ici, merci de compléter l'article en donnant les références utiles à sa vérifiabilité et en les liant à la section « Notes et références ».

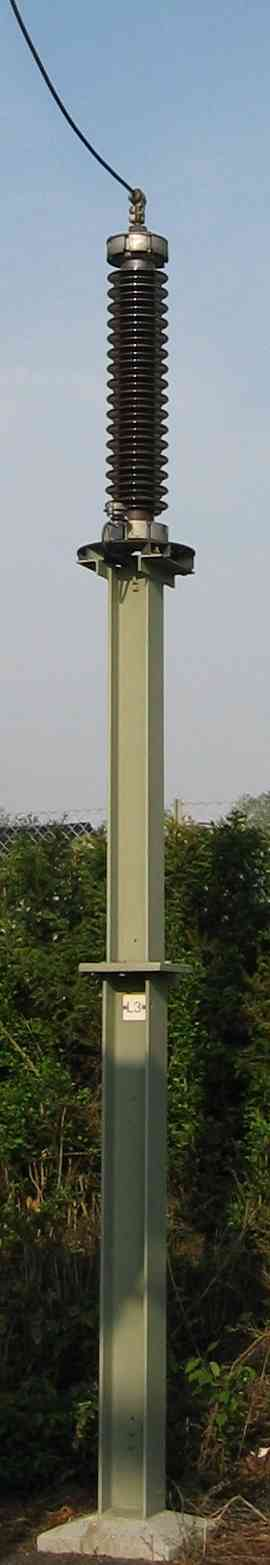
Parafoudre à varistance sur ligne de transmission 110 kV.

Selon le vocabulaire électrotechnique international, un parafoudre est un « appareil destiné à protéger le matériel électrique contre les surtensions transitoires élevées et à limiter la durée et souvent l'amplitude du courant de suite ». On emploie aussi le terme parasurtenseur.

## Usage
La fonction du parafoudre est différente de celle d'un paratonnerre : alors qu'un paratonnerre a pour rôle de protéger une structure contre les coups directs de la foudre, le parafoudre (ou parasurtenseur) protège les installations électriques et de télécommunications contre les surtensions en général qui peuvent avoir pour origine la foudre ou la manœuvre d'appareils électriques (surtensions dites de manœuvre).
Le terme de parafoudre désigne normalement les dispositifs contre les surtensions à base de varistance, d'éclateur ou de diodes Zener. On désigne sous le nom de parasurtenseur l'ensemble des dispositifs contre les surtensions : parafoudre, éclateurs, circuits RC… Cependant, l'usage courant confond ces terminologies.
Son nom de parafoudre vient du fait que, historiquement, le foudroiement était la première cause de surtension contre laquelle on désirait se protéger. Ce nom est aussi plus parlant et plus vendeur d'un point de vue commercial. Une surtension ne provient pas nécessairement d'un effet direct de la foudre. Parfois, voire toujours, dans un contexte industriel, le parafoudre est dimensionné pour protéger contre un éventuel coup direct de la foudre sur les lignes d'alimentation électrique ou téléphonique. Il justifie dans ce cas pleinement son nom. Mais plus généralement un parasurtenseur protège contre toute surtension, causée par la foudre ou non. Il convient de noter que la foudre peut générer des surtensions sur les installations électriques de façon indirecte par induction magnétique, et/ou couplage capacitif sans qu'il n'y ait de contact entre l'éclair et les conducteurs électriques.
Un parafoudre est un composant électrique dont le rôle est de dévier l'énergie des ondes de surtension, il est donc en général connecté entre chacun des conducteurs à protéger et la terre (mode commun). Ce montage convient aussi bien pour les circuits de puissance que pour les circuits téléphoniques, les bus informatiques, etc.
- La façon de câbler cette protection est importante, sans quoi elle devient inutile voire peut aggraver la situation. La longueur des câbles de raccordement des parafoudres joue un rôle important.
- Ce composant a une caractéristique fortement non linéaire : en dessous de son seuil d'amorçage, il doit présenter une impédance très élevée et, donc un très faible courant de fuite. Au-dessus de son seuil, il doit permettre d'évacuer le courant facilement donc avoir une impédance très faible.
- Autre particularité, les surtensions provoquées par la foudre ou de certains défauts électriques sont particulièrement brèves (de 10 à 500 µs par exemple pour la foudre). Il en résulte que ce composant doit avoir un temps de déclenchement le plus faible possible pour assurer la protection. L'échelle de temps de réaction des parafoudres/parasurtenseurs est la suivante : les diodes sont 1000 fois plus rapides que les varistances et 1 000 000 fois plus rapides que les éclateurs.

## Technologie
Au moins trois sortes de composants protègent des surtensions : les éclateurs, les varistances (ou varistors) et les diodes Transil (ou diodes TVS).

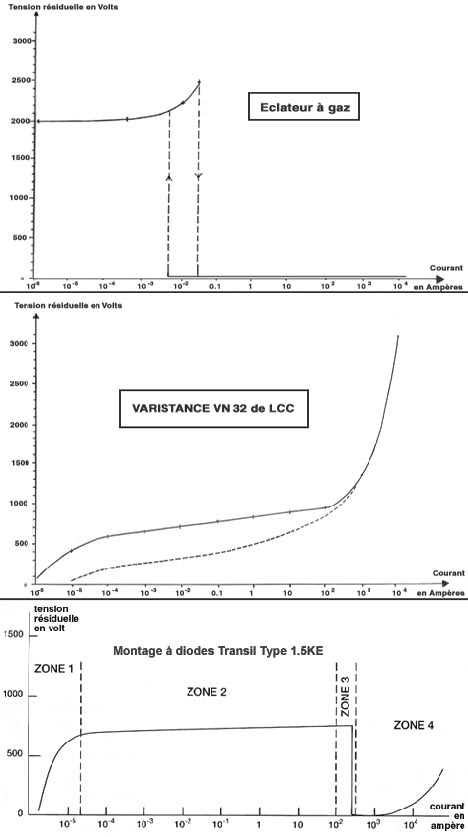
Courbes V(I) des composants parafoudres en basse tension

### Éclateurs
Les éclateurs sont composés de deux électrodes face-à-face dans un milieu qui peut être l'air ambiant (éclateur à air), de l'air mais dans un milieu clos (à air encapsulé) ou du gaz (éclateurs à gaz). Au-delà d'une certaine tension entre les bornes, donc d'un certain champ électrique entre les électrodes, un amorçage se produit et le courant passe en formant un arc électrique. Les éclateurs sont très robustes et permettent de dévier des courants de foudre importants ; cependant l'arc électrique qui apparaît lors du fonctionnement est maintenu par le courant que débite le réseau : il faut donc prévoir la coupure de ce court-circuit.
C'est le principe des cornes d'amorçage que l'on voit sur les équipements de distribution d'électricité mais ils sont également utilisés en basse tension. La lenteur à l'amorçage (environ 1 µs) est un défaut de ce type de composant pour la protection : les parafoudres à éclateur sur les lignes de télécommunications sont d'une efficacité toute relative pour protéger les équipements mais permettent de ne pas filtrer de manière indésirable les signaux grâce à une capacité parasite très faible.

### Varistance
Les varistances sont des composants électriques ou électroniques. Au-delà d'un certain seuil de tension, l'impédance de la varistance chute pour permettre l'évacuation du courant. Quand la tension revient à son niveau normal, l'impédance de la varistance reprend sa valeur à l'état de veille donc sans courant de fuite. Lors de ce fonctionnement, elle reçoit de l'énergie qui va la faire vieillir : les varistances ont une durée de vie limitée. Cela se traduit par une consommation propre (courant de fuite) qui tend à augmenter jusqu'à provoquer une forte élévation de la température du composant (effet Joule). Pour limiter cet emballement thermique, les varistances de puissance basse tension sont parfois équipées d'un déconnecteur thermique. Le courant de fuite de la varistance a une autre conséquence : ce composant ne peut être utilisé pour la protection de circuits de communication car il dévierait à la terre tout ou partie des signaux.

### Diodes Transil
Les diodes Transil sont des semi-conducteurs qui utilisent l'effet Zener. Le fonctionnement des diodes Transil est comparable à celui des varistances mais leur caractéristique courant/tension est plus fortement non linéaire, ce qui permet d'obtenir de meilleurs niveaux de protection. Les diodes Transil ont une durée de vie quasi illimitée et leur temps de réponse est très faible (quelques centaines de picosecondes). Ces composants sont très utilisés pour la protection des équipements de télécommunication, car des montages faible capacité sont possibles. On les utilise également sur le réseau basse tension car certaines diodes Transil permettent d'écouler plusieurs dizaines d'ampères en impulsions sans détérioration et de maintenir la protection en fin de vie. On les trouve aussi montées entre le 0 V et le + (5 V, 12 V, 24 V) à l'entrée d'alimentation TBT de montage électronique sensible système embarqué, carte mère de micro-ordinateur. Si une surtension dépasse les caractéristiques maximales du composant, il se met définitivement en court-circuit.

## Câblage

Illustration du conseil de câblage.

Dans tous les cas, un parafoudre pour être efficace doit être correctement installé : suivant la norme NF C 15-100 (en France) et le guide UTE C 15-443. À savoir : l'équipotentialité du site à protéger est impérative, à défaut une valeur de terre la plus basse possible permet de diminuer les effets des différences de potentiel qui peuvent apparaître lors de l'écoulement d'un courant de foudre. Les liaisons doivent être les plus courtes et directes possibles (éviter les boucles et les coudes) et de section suffisante pour la liaison à la terre (6 mm² minimum).
Face à un choc bref, les câbles ne sont pas de bons conducteurs. Il faut « un certain temps » pour qu'un courant s'établisse dans un câble. Et qui plus est, l'auto-induction d'une ligne soumise à une variation rapide de courant provoque une surtension (indépendante du défaut, à cause du di/dt). Autrement dit, il peut y avoir plusieurs centaines de volts d'écart entre deux extrémités d'un câble. Ou entre deux câbles différents.
C'est pourquoi il faut considérer qu'un parafoudre ne protège qu'à ses bornes. L'appareil à protéger doit être câblé au plus proche et au plus court. Si on désire protéger une tête d'installation, les câbles d'arrivée doivent être rapprochés et le départ de la ligne protégée partir au plus près du parasurtenseur (parafoudre). Le guide UTE C 15-443 préconise une longueur totale maximale de 50 cm pour le câblage d'un parafoudre en dérivation entre une phase de l'alimentation et le répartiteur de terre principal du coffret, qui peut inclure le disjoncteur à placer en série de certains types de parafoudres (éclateurs) pour couper les éventuels courants qui peuvent persister une fois que le parafoudre s'est amorcé. Si cette règle des 50 cm n'est pas respectée, on maîtrise difficilement la surtension supplémentaire induite par le passage du courant dans ces câbles, surtension qui va venir s'appliquer aux bornes des matériels à protéger, en plus de la surtension résiduelle propre au parafoudre.
Si plusieurs câbles différents doivent ensuite être reliés à un même appareil ou circuit, ils doivent pour ces mêmes raisons provenir du même point. Par exemple, les protections du réseau électrique, de l'arrivée d'antenne et de l'arrivée téléphonique doivent également être placées au plus proche depuis un même point ; depuis ce point unique d'arrivée partiront tous les câbles vers les circuits à alimenter. Si possible en évitant de former des boucles (faire le chemin de câble dans des conduits par exemple).
On s'attachera également à bien séparer physiquement les conducteurs « pollués », situés en amont du parafoudre et parcourus par le courant foudre à écouler à la terre, des conducteurs « filtrés », situés en aval du parafoudre, afin de ne pas ajouter une surtension en aval des parafoudres par couplage inductif avec les conducteurs situés en amont. La solution la plus simple pour arriver à une bonne ségrégation entre ces câblages est de placer les parafoudres en entrée d'installation électrique dans un coffret spécifique, distinct du tableau général d'alimentation, en disposant l'entrée d'alimentation et la sortie sur deux faces opposées de ce coffret.

## Bâtiments industriels et d'habitation
La norme NF C 15-100 impose l’utilisation de parafoudre lorsque le bâtiment est situé à moins de 50 mètres :
- d'un paratonnerre ;
- d'une antenne GSM ;
- d'un clocher d’église ;
- d'une grande structure métallique ;
- etc.

En complément, la norme NF C 15-100 conduit à l’obligation d’une protection parafoudre lorsque l’un des critères suivants est observé :
- bâtiment alimenté par une ligne totalement ou partiellement aérienne ;
- bâtiment situé dans une zone souvent foudroyée (montagne, étang, colline, etc.) ;
- équipements particulièrement sensibles et/ou coûteux (PC, laboratoires, data-centers, caméras, etc.) ;
- l’interruption de l’activité dans le bâtiment entraîne des pertes financières (arrêt de processus industriel, agro alimentaire, réseau informatique inopérant, etc.).

## Zones géographiques
En France métropolitaine les zones avec la plus grande densité de foudroiement, et qui par conséquent nécessitent des installations électriques, sont essentiellement situées dans le Sud de la France. En ce qui concerne les DOM-TOM, ce sont La Réunion et Saint-Pierre et Miquelon qui souffrent de la plus grande densité de foudroiement.